# Abby Hatcher
Abby Hatcher er en canadiske tv-serie produceret for tv-kanalen Nickelodeon af Rob Hoegee.

## Handling
Serien følger en intelligent og energisk syv år gammel pige ved navn Abby Hatcher og hendes nye venner, Fuzzlies. Fuzzlies er væsner, der bor i hendes families hotel. Sammen med sin bedste Fuzzly ven Bozzly, går Abby på vilde eventyr for at ordne Fuzzly uheld og hjælpe dem på enhver måde hun kan.